# Rhyacophila ulmeri
Rhyacophila ulmeri är en nattsländeart som beskrevs av Navás 1907. Rhyacophila ulmeri ingår i släktet Rhyacophila och familjen rovnattsländor. Inga underarter finns listade i Catalogue of Life.